# کیم اون-جو
کیم اون-جو متولد ۱۱ نوامبر ۱۹۸۹ وزنه‌بردار زن اهل کره شمالی است که در بازی‌های آسیایی ۲۰۱۴ ضمن شکستن رکورد دوضرب جهان و رکورد مجموع بازی‌های آسیایی موفق به کسب مدال طلا شد.